# Lepidocephalichthys sandakanensis
Lepidocephalichthys sandakanensis är en fiskart som först beskrevs av Robert F. Inger och Chin 1962.  Lepidocephalichthys sandakanensis ingår i släktet Lepidocephalichthys och familjen nissögefiskar. Inga underarter finns listade i Catalogue of Life.